# Grobnica reliefov
Grobnica reliefov (italijansko tomba dei Rilievi) je etruščanska grobnica v nekropoli Banditaccia blizu Cerveterija v Italiji.
Odkrili so jo leta 1847, datirali pa so jo v konec 4. stoletja pred našim štetjem. Gre za edinstven primer etruščanske grobnice, ki je namesto običajnih fresk okrašena s štukaturnimi reliefi. 

## Opis
Grobnica je pripadala družini Matuna po napisih znotraj komore. V pravokotno komoro se pride po strmo spuščajočem se stopničastem dromosu (hodniku). Sredino sobe obdaja dvignjena ploščad, ki jo ločijo nizke police v 32 prostorov za odlaganje mrtvih. Nad njimi je v stenah vklesanih 12 podolgovatih niš, ki so zagotavljale prostor za več pokojnikov. Niše so modelirane kot postelje s štukaturnimi blazinami. Osrednja niša v zadnji steni je globlja, kar je omogočilo, da so  pokojni par postavili drugega ob drugem. Pod to osrednjo nišo so reliefi Kerberja in neznanega demona iz podzemlja. Demon ima ribji rep in vihti krmilo in kačo. Dva poškodovana doprsna kipa na pilastrih, ki obdajata osrednjo nišo, morda prikazujeta božanstvi Aita (rimski Janus) in njegove žene Persipnei .
Stene in dva prosto stoječa stebra so okrašeni s štukaturnimi reliefi predmetov iz vsakdanjega življenja. To so gospodinjski predmeti, domače in druge živali. Nekateri predmeti simbolizirajo moč družine Matuna kot sodnikov, na primer slonokoščeni zložljiv stol, rogovi in lituus (palica). Njihovo borbeno spretnost kažejo različne čelade, oklepi, ščiti in orožje. Okraski dajejo realističen vtis o notranjosti etruščanskih hiš. Ker omare niso poznali, so vse obesili na stene. Edini kos pohištva je skrinja ob vznožju osrednje niše v zadnji steni. To bi lahko uporabili za shranjevanje dragocenosti. Na zgibanem materialu na tej skrinji je lahko upodobljeno platno, ki so ga uporabljali za pisanje, kot so verska besedila ali družinski zapisi.